# Vuelta a Burgos 1998
La Vuelta a Burgos 1998, ventesima edizione della corsa, si svolse dal 17 al 21 agosto 1998 su un percorso di 691 km ripartiti in 5 tappe, con partenza da Miranda de Ebro e arrivo a Burgos. Fu vinta dallo spagnolo Abraham Olano della Banesto davanti all'italiano Leonardo Piepoli e allo spagnolo Ángel Casero.

## Tappe
| Tappa  | Data      | Percorso                                              | km  | Vincitore di tappa | Leader cl. generale |
| ------ | --------- | ----------------------------------------------------- | --- | ------------------ | ------------------- |
| 1ª     | 17 agosto | Miranda de Ebro > Miranda de Ebro (cron. individuale) | 13  | Abraham Olano      | Abraham Olano       |
| 2ª     | 18 agosto | Burgos > Villarcayo                                   | 175 | Eleuterio Anguita  | Abraham Olano       |
| 3ª     | 19 agosto | Salas de los Infantes > Aranda de Duero               | 178 | Marcel Wüst        | Abraham Olano       |
| 4ª     | 20 agosto | Aranda de Duero > Lagunas de Neila                    | 158 | Leonardo Piepoli   | Abraham Olano       |
| 5ª     | 21 agosto | Oña > Burgos                                          | 167 | Andrei Tchmil      | Abraham Olano       |
| Totale | Totale    | Totale                                                | 691 |                    |                     |

## Dettagli delle tappe

### 1ª tappa
- 17 agosto: Miranda de Ebro > Miranda de Ebro (cron. individuale) – 13 km

| Pos. | Corridore        | Squadra           | Tempo  |
| ---- | ---------------- | ----------------- | ------ |
| 1    | Abraham Olano    | Banesto           | 15'14" |
| 2    | Laurent Jalabert | ONCE              | a 13"  |
| 3    | Ángel Casero     | Vitalicio Seguros | a 25"  |

| Pos. | Corridore        | Squadra           | Tempo  |
| ---- | ---------------- | ----------------- | ------ |
| 1    | Abraham Olano    | Banesto           | 15'14" |
| 2    | Laurent Jalabert | ONCE              | a 13"  |
| 3    | Ángel Casero     | Vitalicio Seguros | a 25"  |

### 2ª tappa
- 18 agosto: Burgos > Villarcayo – 175 km

| Pos. | Corridore         | Squadra            | Tempo    |
| ---- | ----------------- | ------------------ | -------- |
| 1    | Eleuterio Anguita | Estepona En Marcha | 4h46'22" |
| 2    | Andrei Tchmil     | Lotto              | s.t.     |
| 3    | Steven de Jongh   | TVM                | s.t.     |

| Pos. | Corridore        | Squadra           | Tempo    |
| ---- | ---------------- | ----------------- | -------- |
| 1    | Abraham Olano    | Banesto           | 5h01'35" |
| 2    | Laurent Jalabert | ONCE              | a 13"    |
| 3    | Ángel Casero     | Vitalicio Seguros | a 25"    |

### 3ª tappa
- 19 agosto: Salas de los Infantes > Aranda de Duero – 178 km

| Pos. | Corridore       | Squadra           | Tempo    |
| ---- | --------------- | ----------------- | -------- |
| 1    | Marcel Wüst     | Festina-Lotus     | 4h14'52" |
| 2    | Sergej Smetanin | Vitalicio Seguros | s.t.     |
| 3    | Andrei Tchmil   | Lotto             | s.t.     |

| Pos. | Corridore        | Squadra           | Tempo    |
| ---- | ---------------- | ----------------- | -------- |
| 1    | Abraham Olano    | Banesto           | 9h16'31" |
| 2    | Laurent Jalabert | ONCE              | a 13"    |
| 3    | Ángel Casero     | Vitalicio Seguros | a 25"    |

### 4ª tappa
- 20 agosto: Aranda de Duero > Lagunas de Neila – 158 km

| Pos. | Corridore        | Squadra | Tempo    |
| ---- | ---------------- | ------- | -------- |
| 1    | Leonardo Piepoli | Saeco   | 4h29'54" |
| 2    | Laurent Jalabert | ONCE    | a 25"    |
| 3    | Abraham Olano    | Banesto | a 35"    |

| Pos. | Corridore        | Squadra | Tempo     |
| ---- | ---------------- | ------- | --------- |
| 1    | Abraham Olano    | Banesto | 13h47'00" |
| 2    | Laurent Jalabert | ONCE    | a 3"      |
| 3    | Leonardo Piepoli | Saeco   | a 56"     |

### 5ª tappa
- 21 agosto: Oña > Burgos – 167 km

| Pos. | Corridore        | Squadra           | Tempo    |
| ---- | ---------------- | ----------------- | -------- |
| 1    | Andrei Tchmil    | Lotto             | 3h51'21" |
| 2    | Sergej Smetanin  | Vitalicio Seguros | s.t.     |
| 3    | Mario Traversoni | Mercatone Uno     | s.t.     |

| Pos. | Corridore        | Squadra           | Tempo     |
| ---- | ---------------- | ----------------- | --------- |
| 1    | Abraham Olano    | Banesto           | 17h38'21" |
| 2    | Leonardo Piepoli | Saeco             | a 56"     |
| 3    | Ángel Casero     | Vitalicio Seguros | a 1'21"   |

## Classifiche finali

### Classifica generale
| Pos. | Corridore                   | Squadra                          | Tempo     |
| ---- | --------------------------- | -------------------------------- | --------- |
| 1    | Abraham Olano               | Banesto                          | 17h38'21" |
| 2    | Leonardo Piepoli            | Saeco                            | a 56"     |
| 3    | Ángel Casero                | Vitalicio Seguros-Grupo Generali | a 1'21"   |
| 4    | Fernando Escartín           | Kelme                            | a 1'49"   |
| 5    | Álvaro González de Galdeano | Euskaltel-Euskadi                | a 1'51"   |
| 6    | Manuel Beltrán              | Banesto                          | a 1'54"   |
| 7    | José María Jiménez          | Banesto                          | a 2'05"   |
| 8    | Luis Pérez Rodríguez        | ONCE                             | a 2'21"   |
| 9    | Andrej Teterjuk             | Lotto-Mobistar                   | a 2'22"   |
| 10   | Marco Fincato               | Mercatone Uno-Bianchi            | a 2'26"   |